# Houlsyke
Houlsyke – osada w Anglii, w hrabstwie North Yorkshire, w dystrykcie (unitary authority) North Yorkshire. Leży na terenie parku narodowego North York Moors, 58 km na północ od miasta York i 331 km na północ od Londynu.